# Surinamische Badmintonmeisterschaft 2022
Die Surinamische Badmintonmeisterschaft 2022 fand vom 5. bis zum 6. November 2022 in Paramaribo statt. 

## Sieger und Platzierte
| Disziplin    | Gold                              | Silber                             | Bronze                            |
| ------------ | --------------------------------- | ---------------------------------- | --------------------------------- |
| Herreneinzel | Sören Opti                        | Dylan Darmohoetomo                 | Jair Naipal                       |
| Herreneinzel | Sören Opti                        | Dylan Darmohoetomo                 | Mitchel Wongsodikromo             |
| Dameneinzel  | Chan Chan Yang                    | Sion Zeegelaar                     | Kayleigh Moenne                   |
| Herrendoppel | Rivano Bisphan Dylan Darmohoetomo | Denzel Sweet Mitchel Wongsodikromo | Diego Dos Ramos Al-Hassan Somedjo |
| Herrendoppel | Rivano Bisphan Dylan Darmohoetomo | Denzel Sweet Mitchel Wongsodikromo | Gilmar Jones Dion Sjauw Mook      |
| Damendoppel  | Crystal Leefmans Kayleigh Moenne  | Miracle Abdillah Sion Zeegelaar    | Isabella Li Chan Chan Yang        |
| Mixed        | Gilmar Jones Chan Chan Yang       | Dion Sjauw Mook Crystal Leefmans   | Jair Naipal Kayleigh Moenne       |